# قاعدة شارانا الجوية
قاعدة شارانا الجوية (بالإنجليزية: Sharana Air Base) (إياتا: OAS، إيكاو: OASA) هي مطار للاستخدام العام تقع بالقرب من شارانا، باكتيكا في أفغانستان.

## شركات الطيران والوجهات
حاليا لا توجد خطوط جوية تعمل في قاعدة شارانا الجوية.

## روابط خارجية
- سجل المطار لمهبط شارانا نسخة محفوظة 27 يوليو 2013 at Archive.is في Landings.com.